# Sie und Er (Zeitschrift)
Sie und Er war eine wöchentlich erscheinende illustrierte Publikumszeitschrift des Schweizer Medienhauses Ringier, die von 1929 bis 1972 erschien. Von 1925 bis 1929 hiess sie Neue Illustrierte. Sie ging in der Schweizer Illustrierten auf.
Bis mindestens 1976 lautete der Titelblock der Zeitschrift Schweizer Illustrierte / sie + er.